# Asota intermissa
Asota intermissa là một loài bướm đêm trong họ Erebidae.